# Gag 100kaibun Aishite Kudasai
Gag 100kaibun Aishite Kudasai (ギャグ100回分愛してください Por Favor Quiéreme tanto como a 100 Bromas?) es el 9.º sencillo de Berryz Kobo. Fue lanzado el 23 de noviembre de 2005. Gag 100kaibun Aishite Kudasai fue el primer single sin Ishimura Maiha.

## Información
El single vendió 12.538 copias en la primera semana y 16.779 copias en total. El lado B, Nigiyaka na Fuyu, presenta a la exmiembro de Morning Musume, Mari Yaguchi. Gag 100kaibun Aishite Kudasai es el tema principal de la película de anime Futari wa Precure Max Heart. 2: Yukizora no Tomodachi El single V fue lanzado el 7 de diciembre de 2005 y vendió un total de 8.525 copias.

## Lista de Canciones

### CD
1. Gag 100kaibun Aishite Kudasai
2. Nigiyaka na Fuyu (にぎやかな冬; invierno Vivaz) (Berryz Koubou y Yaguchi Mari)
3. Gag 100kaibun Aishite Kudasai (Instrumental)

### Tie-up Ver.
1. Gag 100kaibun Aishite Kudasai - Berryz Koubou
2. Nigiyaka na Fuyu - Berryz Koubou, Yaguchi Mari
3. Crystal - Gojo Mayumi
4. Gag 100kaibun Aishite Kudasai (Original Karaoke)
5. Crystal (Original Karaoke)

### Single V
1. Gag 100kaibun Aishite Kudasai
2. Gag 100kaibun Aishite Kudasai (Dance Shot Ver.)
3. Making Of

## Miembros Presentes
- Saki Shimizu
- Momoko Tsugunaga
- Chinami Tokunaga
- Maasa Sudō
- Miyabi Natsuyaki
- Yurina Kumai
- Risako Sugaya